# Nachal Con
Nachal Con (hebrejsky נחל צאן) je vádí v jižním Izraeli, v centrální části Negevské pouště.
Začíná v nadmořské výšce okolo 450 metrů na jižních svazích hory Har Noked. Směřuje pak k severozápadu kopcovitou pouštní krajinou. Míjí rozptýlené beduínské osídlení. Z východu míjí vrchy Giv'at Šemen a Giv'at Con, přičemž ze západu prochází po okraji beduínského města Segev Šalom. Zde ústí nedaleko jižního okraje zastavěného území města Beerševa zleva do vádí Nachal Nokdim.